# Neoconocephalus dispar
Neoconocephalus dispar är en insektsart som först beskrevs av Heinrich Hugo Karny 1907.  Neoconocephalus dispar ingår i släktet Neoconocephalus och familjen vårtbitare. Inga underarter finns listade i Catalogue of Life.